# FK Txernomorets Novorossisk
El FK Txernomorets Novorossisk (rus: ФК "Черноморец" Новороссийск) (també escrit Chernomorets, Černomorec o Tchernomorets) és un club de futbol rus de la ciutat de Novorossisk.

## Història
El club va ser fundat el 1907. Evolució del nom:
- 1931: Fundació de Dinamo Novorossisk
- 1941: Dissolució de Dinamo Novorossisk
- 1945: Fundació de Stroitel Novorossisk
- 1960: Tsement Novorossisu
- 1970: Trud Novorossisk
- 1978: Tsement Novorossisk
- 1992: Gekris Novorossiyk
- 1993: Txernomorets Novorossisk
- 2005: FC Novorossisk
- 2006: Txernomorets Novorossisk

El club jugà set temporades consecutives a la primera divisió russa entre 1995 i 2001.